# Detlev-Rohwedder-Haus

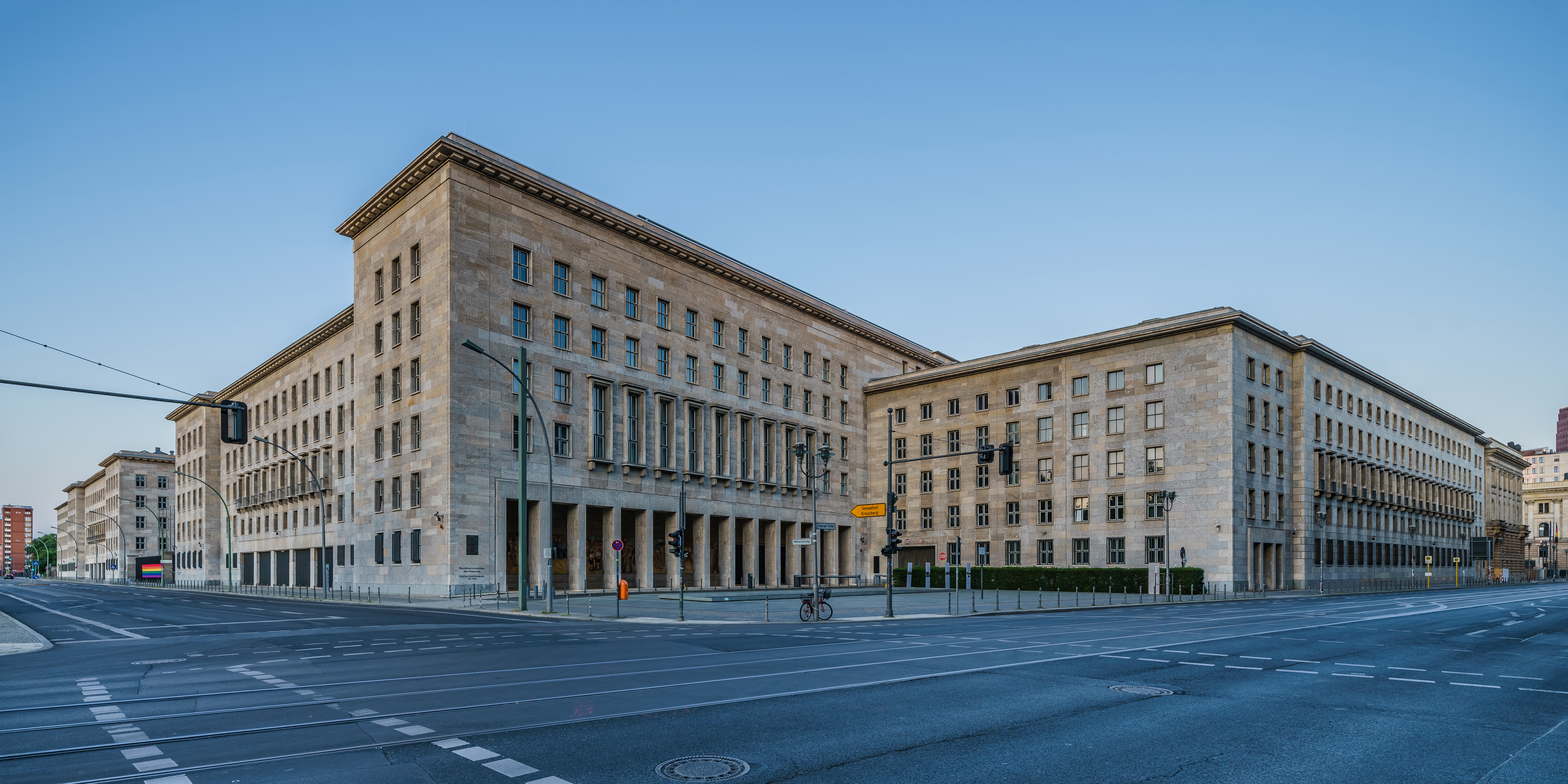
Detlev-Rohwedder-Haus (2019).

La Detlev-Rohwedder-Haus (traducible al español como "Casa Detlev Rohwedder") es un edificio administrativo situado en el centro de Berlín, que en la época de su construcción constituyó uno de los mayores complejos de oficinas de Europa. La construcción comenzó entre febrero de 1935 y agosto de 1936, con el objetivo de albergar el Ministerio del Aire del Reich (Reichsluftfahrtministerium, o RLM) dirigido por el líder nazi Hermann Göring. Es considerado uno de los principales exponentes de la Arquitectura nazi. El edificio no resultó dañado en los bombardeos aliados durante la Segunda Guerra Mundial.
Durante la época de la República Democrática Alemana (RDA) el edificio fue conocido como Haus der Ministerien ("Casa de los Ministerios"). Tras la reunificación alemana, en 1992 fue renombrado como Detlev-Rohwedder-Haus, en honor a Detlev Karsten Rohwedder, el asesinado líder de la Treuhandanstalt (THA). La Treuhandanstalt fue el organismo encargado de la privatización de bienes públicos de la RDA y había tenido su sede central en este edificio, entre 1991 y 1995. En la actualidad, el complejo todavía es conocido comúnmente entre los berlineses como el Edificio del Ministerio del Aire. Desde 1999 acoge la sede del Ministerio Federal de Finanzas.

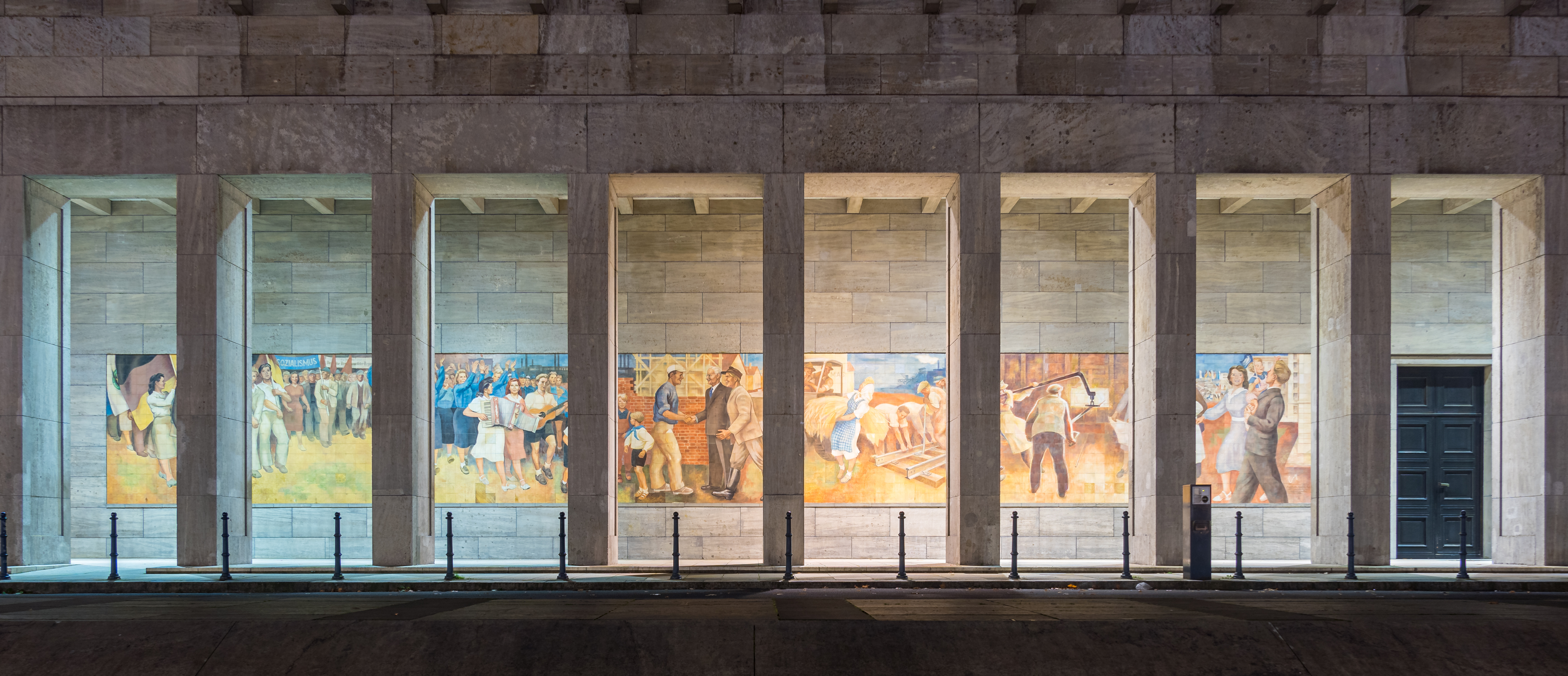
Panorama del mural Aufbau der Republik.